# 宝安公路站
宝安公路站位于中华人民共和国上海市宝山区杨行镇蕰川公路、宝安公路与宝杨路交叉口，是上海地铁1号线的地铁车站，于2007年12月29日启用。

## 車站結構

### 楼层分布
寶安公路站为高架车站，共有三层：第一层设有5个出入口；二层是站厅，提供地铁售票、交通卡充值、安检进站等服务；三层是站台层，设有两个侧式站台。車站東側是蕰川公路。

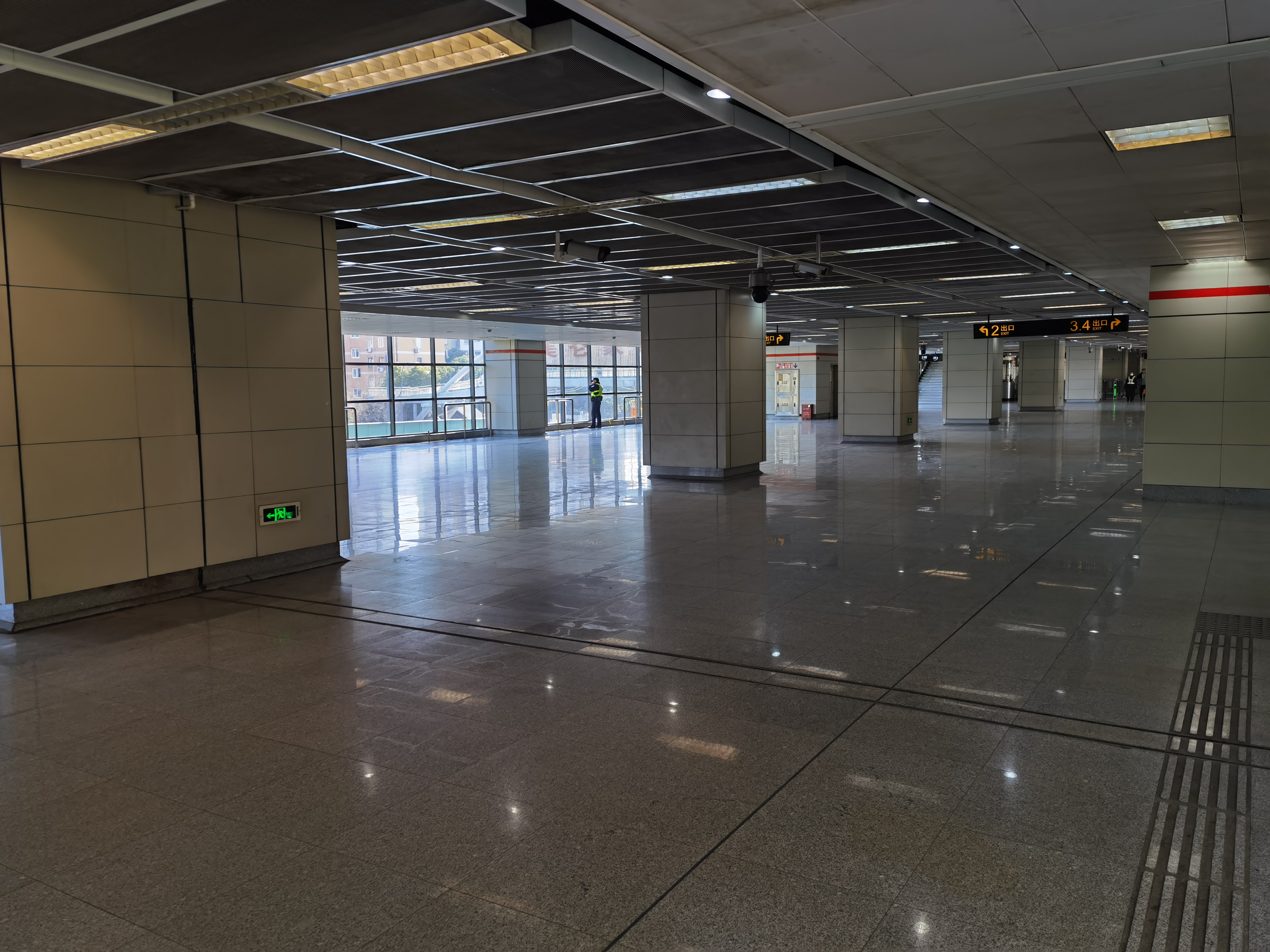
站厅
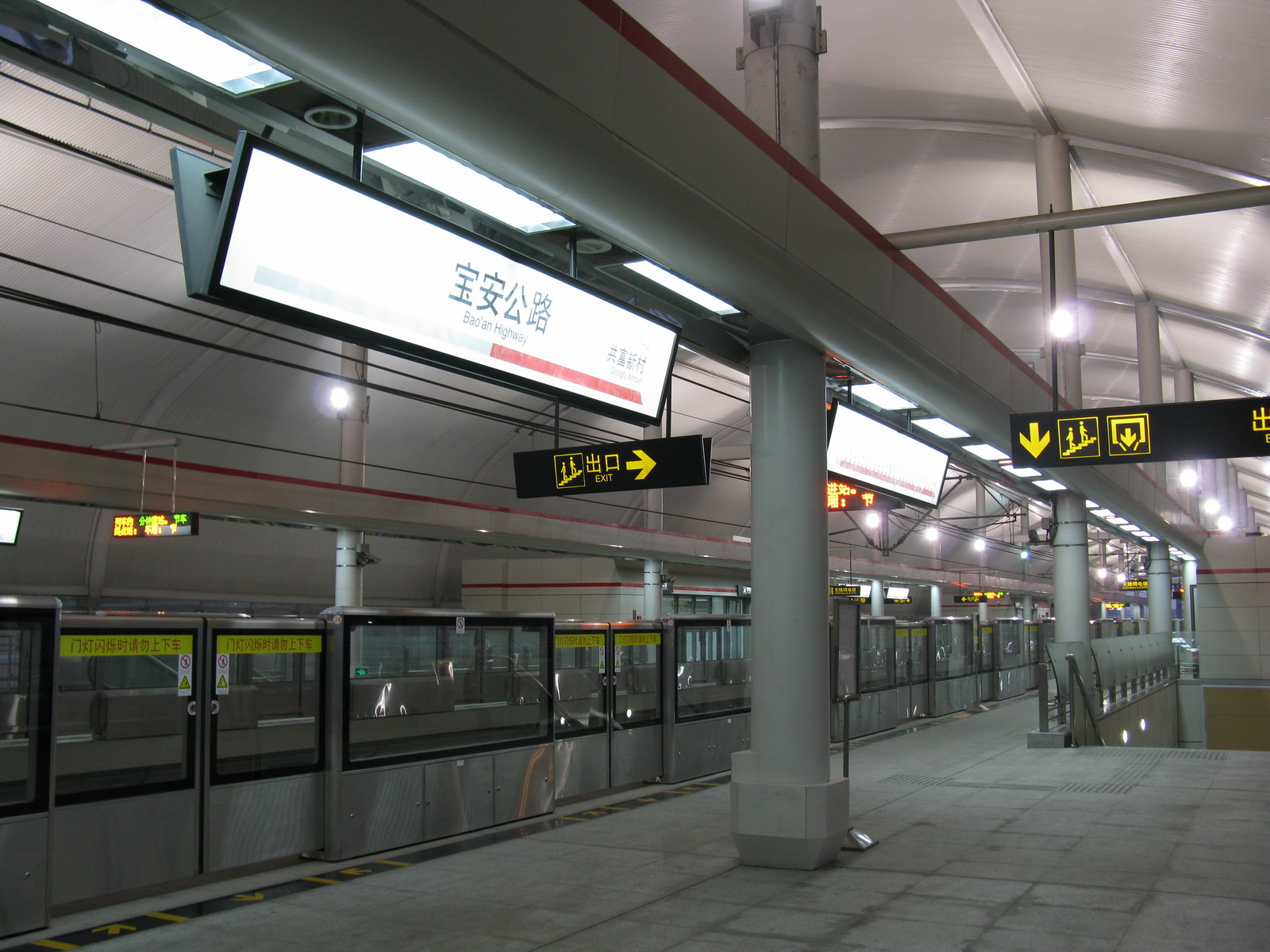
莘庄方向站台（2008年）

以下是寶安公路站站房楼层分布图：
| 地上三层 | 侧式站台，右侧开门 | 侧式站台，右侧开门                        | 侧式站台，右侧开门 | 侧式站台，右侧开门 |
|          |                    | █ 1号线 往富锦路（友谊西路）              |                    |                    |
|          |                    | █ 1号线 往莘庄（共富新村）                |                    |                    |
|          | 侧式站台，右侧开门 |                                           |                    |                    |
| 地上二层 | 站厅               | 2出入口、票务服务、自动售票机、人工服务台 |                    |                    |
| 地面层   | 出入口             | 1、3-5出入口                              |                    |                    |

- 站厅
- 莘庄方向站台（2008年）

## 车站出口
|                     |          |      |  |
| 出口编号            | 出口指示 | 图片 |  |
| 1 · 出口 · （设有） | 蕰川公路 |      |  |
| 2 · 出口            | 蕰川公路 |      |  |
| 3 · 出口            | 蕰川公路 |      |  |
| 4 · 出口            | 蕰川公路 |      |  |
| 5 · 出口 · （设有） | 蕰川公路 |      |  |
| 图例： 设有         |          |      |  |

## 接驳交通

### 公交
- 红林路蕰川公路
  - 宝山9路（单环线，↺泰和路蕰川路）
  - 宝山32路（电台路白荡河路 - 杨鑫路蕰川公路）
  - 轨交1号线接驳车（红林路蕰川公路 - 顾北东路富联路）